# Die Elbier

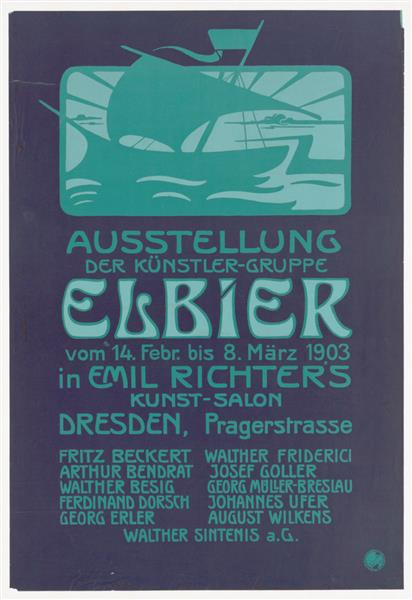
Plakat zur Ausstellung 1903 im Kunstsalon Emil Richter

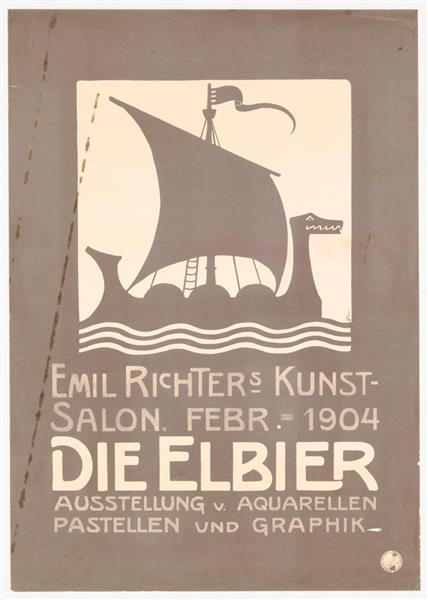
Plakat zur Ausstellung 1904 im Kunstsalon Emil Richter

Die Elbier waren eine Dresdner Künstlergruppe um Gotthardt Kuehl, der seit 1895 Leiter des Ateliers für Genremalerei an der Kunstakademie und ein Wegbereiter des Impressionismus in Dresden war. Die Gruppe bildete 1902 sich in der Nachfolge des Ende des Jahres 1900 aufgelösten Vereins bildender Künstler Dresden (Sezession).

## Geschichte
Die Künstlergruppe Die Elbier wurde 1902 von Gotthardt Kuehl und mehreren seiner ehemaligen Schüler der Kunstakademie gegründet. Mitglieder der Künstlergruppe waren Otto Altenkirch, Arthur Bendrat, Fritz Beckert, Walter Besig, Ferdinand Dorsch, Georg Erler, Walter Friederici, Josef Goller, Emanuel Hegenbarth, Edmund Körner, William Krause, Gotthardt Kuehl, Gustav Meyer-Buchwald, Georg Müller-Breslau, Hans Nadler, Anton Josef Pepino, Felix Pfeifer, Otto Pilz, Walter Sintenis, Johannes Paul Ufer und August Wilckens.
Die Dresdner Kunstgenossenschaft verwehrte den Elbiern die Teilnahme an der Sächsischen Kunstausstellung 1903. In der Folge traten Gotthardt Kuehl, Ferdinand Dorsch, Emanuel Hegenbarth, Gustav Meyer-Buchwald, Hans Nadler, Anton Pepino und Felix Pfeiffer aus der Kunstgenossenschaft aus und schlossen sich dem Deutschen Künstlerbund an.
Das Wahrzeichen der Elbier, ein Schiff auf bewegten Wogen, stammte von Josef Goller. Die Künstlergruppe bildete sich in den bewegten Zeiten des aufkommenden Expressionismus, der 1905 mit der Bildung der Künstlergruppe Die Brücke in Dresden einen Höhepunkt fand. Die Elbier standen aber nicht für experimentelle Malerei: gezeigt wurden heimatliche Motive aus der Natur und Menschen im Alltag.
Am 3. Juli 1909 schlossen sich die Elbier mit der 1905 gegründeten Künstlergruppe Die Zunft um Hans Erlwein, Otto Gussmann, Fritz Schumacher und Georg Wrba zusammen. Die Zunft löste sich 1918 auf.

## Ausstellungen (Auswahl)
- 1902: Sonderausstellung im Kunstsalon Schulte in Berlin, Mai 1902
- 1903: Dresden, Ausstellung der Künstlergruppe Elbier
- 1903: Dresden, Kunstsalon Emil Richter
- 1903: Dresden, Galerie Arnold[5]
- 1904: Große Kunstausstellung Dresden
- 1904: Dresden, Ausstellung der Künstlergruppe Elbier
- 1904: Dresden, Kunstsalon Emil Richter
- 1905: Leipzig, Kunstverein[6]
- 1905: Dresden, Ausstellung der Künstlergruppe Elbier
- 1905: Chemnitz, Galerie Gerstenberger, Ausstellung der Künstlergruppe Elbier, April 1905[7]
- 1905: München: Kunstverein München, April/Mai 1905[8]
- 1905: Karlsruhe: Karlsruher Kunstverein, Herbst 1905[9]
- 1905/06: Köln: Kunstsalon Lenobel[10]
- 1906: Wien, Hagenbund XVIII. Ausstellung: Ausstellung Sächsischer Künstler
- 1906: Dresden, Ausstellung der Künstlergruppe Elbier
- 1906: Jena, Kunstverein[11]
- 1906: Dresden, Kunstsalon Emil Richter
- 1907: Hamburg, Kunsthandlung Louis Bock & Sohn, ab 1. Januar[12]
- 1908: Große Berliner Kunstausstellung[13]
- 1909: Dresden, Kunstsalon Emil Richter
- 1909: Kassel: Kunstverein Cassel, 15. Dezember 1909 – 15. Januar 1910[14]
- 1909: Weimar: Großherzogliches Museum für Kunst und Kunstgewerbe[15]